# Gran Premio di Turchia 2020
Il Gran Premio di Turchia 2020 è stata la quattordicesima prova della stagione 2020 del campionato mondiale di Formula 1. La gara si è corsa domenica 15 novembre sul circuito di Istanbul, sito a Tuzla, ed è stata vinta dal britannico Lewis Hamilton su Mercedes, al novantaquattresimo successo nel mondiale; Hamilton ha preceduto all'arrivo il messicano Sergio Pérez su Racing Point-BWT Mercedes e il tedesco Sebastian Vettel su Ferrari.
Grazie a questi risultati, Hamilton si è aggiudicato il settimo mondiale piloti, il quarto consecutivo, eguagliando il numero di titoli mondiali detenuti dall'ex pilota tedesco di Formula 1 Michael Schumacher.

## Vigilia

### Sviluppi futuri
Il team principal della Mercedes, Toto Wolff, conferma l'utilizzo della livrea nera sulle monoposto anche nella prossima stagione, come segno di vicinanza al movimento Black Lives Matter sostenuto dal campione del mondo Lewis Hamilton.
La Federazione Internazionale dell'Automobile annuncia l'esordio del Gran Premio d'Arabia Saudita nel calendario della stagione successiva. Il Gran Premio, il quarto in Medio Oriente dopo quelli di Bahrein, Abu Dhabi e Sakhir, e che verrà corso a novembre, si terrà su un tracciato cittadino in notturna tra le vie di Gedda, la seconda città più popolosa del Paese. L'Arabia Saudita diventa il trentatreesimo stato nella storia ad ospitare un Gran Premio di Formula 1.
Gli organizzatori delle ultime tre gare del campionato, il Gran Premio del Bahrein, il Gran Premio di Sakhir, introdotto in questo campionato per fronteggiare l'emergenza dovuta alla pandemia di COVID-19 per garantire un certo numero di gare, e il Gran Premio di Abu Dhabi, annunciano che le gare si disputeranno a porte chiuse, come già avvenuto tra il Gran Premio d'Austria, la gara inaugurale della stagione, e il Gran Premio d'Italia, insieme alla prima edizione del Gran Premio dell'Emilia-Romagna, altro evento introdotto in questo campionato per rimpiazzare gare precedentemente posticipate o annullate per via della pandemia.
Il Gran Premio del Vietnam, previsto in un circuito stradale nelle vie della capitale Hanoi, aveva il suo esordio programmato in questa stagione. L'evento, inizialmente posticipato, è stato successivamente annullato per via di un aumento dei casi nel Paese dettati dalla pandemia di COVID-19. Il Gran Premio, rimandato al 2021, viene rimosso dal calendario della stagione successiva, per via dell'arresto del Presidente del Comitato del Popolo di Hanoi, che ricopriva un ruolo di primaria importanza riguardo all'organizzazione del Gran Premio.
La Federazione rende nota la bozza delle gare della stagione 2021, che consiste in ben 23 appuntamenti. Mai nella storia della Formula 1 si era raggiunto un numero così alto di gare, in una singola annata. Tutte le gare annullate in questo campionato a causa della pandemia di COVID-19 farebbero il loro ritorno nel mondiale. Il via prenderebbe il 21 marzo con il Gran Premio d'Australia, per finire il 5 dicembre con il Gran Premio di Abu Dhabi. L'esclusione del Gran Premio del Vietnam ad Hanoi, previsto originariamente già in questa stagione, ma prima posticipato e poi annullato a causa della pandemia, come quarta prova del campionato il 25 aprile, sarà sostituito da un altro Gran Premio che verrà annunciato successivamente. Il ritorno del Gran Premio d'Olanda a Zandvoort, già programmato per questo campionato, ma prima posticipato e poi annullato a causa della pandemia, è fissato per il 5 settembre, mentre l'esordio del Gran Premio d'Arabia Saudita a Gedda è programmato per il 28 novembre, prima dell'appuntamento conclusivo ad Abu Dhabi.
La W Series, campionato monomarca di vetture a ruote scoperte, annuncia che entrerà a far parte delle gare di contorno della Formula 1 in ben otto occasioni durante la prossima stagione.
Il contratto per la disputa del nuovo Gran Premio di San Paolo, da svolgersi sul circuito di Interlagos, sede in precedenza del Gran Premio del Brasile, viene siglato fino alla stagione 2025.

### Analisi per il campionato piloti
Lewis Hamilton comanda la classifica riservata ai piloti, con 85 punti di margine su Valtteri Bottas, suo compagno di scuderia. Il britannico, per aggiudicarsi il settimo titolo piloti, il quarto consecutivo, ed eguagliare il numero di titoli detenuti dall'ex campione tedesco di Formula 1, Michael Schumacher, deve:
- Vincere;
- Giungere secondo, con Bottas che vince ma senza giro veloce;
- Giungere terzo o quarto, con Bottas secondo;
- Giungere quinto, con Bottas terzo;
- Giungere sesto, con Bottas terzo ma senza giro veloce;
- Giungere settimo, con Bottas quarto;
- Giungere ottavo, con Bottas quinto;
- Giungere nono, con Bottas sesto;
- Giungere decimo, con Bottas sesto ma senza giro veloce;
- Non arrivare a punti, con Bottas settimo ma senza giro veloce.[9]

La Mercedes si è già assicurata il titolo riservato ai costruttori, il settimo consecutivo, nuovo record nella storia della Formula 1, staccando il record detenuto dalla Ferrari, con sei, stabilito dal 1999 al 2004, nel Gran Premio precedente, nella prima edizione del Gran Premio dell'Emilia-Romagna.

### Aspetti tecnici
La Pirelli, fornitrice unica degli pneumatici, annuncia per questo Gran Premio l'uso di coperture di mescola C1, C2 e C3, le più dure della gamma tra quelle disponibili. Il tracciato è stato da poco riasfaltato e ciò non consente comparazioni con le gare del passato.
Sono due le zone indicate dalla Federazione Internazionale dell'Automobile ove i piloti possono usare il Drag Reduction System: la prima zona è posta tra la curva 11 e la curva 12, con punto per la determinazione del distacco fra piloti posto prima della curva 9; la seconda zona è stabilita sul rettilineo dei box, con detection point fissato dopo la curva 13. La Federazione aggiunge così una seconda zona DRS utilizzabile a differenza del Gran Premio di Turchia 2011, quando in quella stagione fu introdotto il DRS in Formula 1. In quell'occasione fu utilizzato solo il tratto compreso tra la curva 11 e la curva 12 dove poter usare il dispositivo mobile.
La Federazione colloca all'esterno della prima e dell'ultima curva i sensori per far rispettare ai piloti i limiti del tracciato, causa annullamento del tempo sul giro e di quello successivo in caso quest'ultimi oltrepassano i limiti all'ultima tornata. Al termine della prima sessione di prove libere del venerdì, viene aggiunta un'ulteriore zona del tracciato dove i piloti sono costretti a rispettare i limiti, all'uscita della sesta curva.

### Aspetti sportivi
Inizialmente la gara non era prevista nel calendario, ma a causa della pandemia di COVID-19, che ha portato alla cancellazione e al rinvio di numerose gare, la FIA è stata costretta a ridisegnare le date della stagione. Solo il 25 agosto viene confermato il calendario definitivo, che prevede 17 appuntamenti. Tra questi, dopo nove stagioni di assenza, vi rientra il Gran Premio di Turchia, che viene corso, per la prima volta, nel mese di novembre.
La gara si tiene all'Istanbul Park, autodromo che ha già ospitato tutte le precedenti edizioni della gara, tra il 2005 e il 2011. Tra i piloti di questa stagione che hanno già disputato gare iridate su questo tracciato sono presenti Lewis Hamilton, Sergio Pérez, Kimi Räikkönen e Sebastian Vettel. Daniel Ricciardo disputò solo una sessione di prove libere nell'ultima edizione, quella del 2011. A questi va aggiunto Nico Hülkenberg, impegnato per tre gare in questo campionato dalla Racing Point, al posto di uno dei piloti titolari, prima di Sergio Pérez nel Gran Premio di Gran Bretagna e nel Gran Premio del 70º Anniversario entrambi corsi a Silverstone, e dopo di Lance Stroll, nella prima edizione del Gran Premio dell'Eifel corso al Nürburgring.
È la prima gara della stagione a disputarsi al di fuori dell'Europa. Mai nella storia del campionato mondiale di Formula 1 la prima gara extraeuropea si era tenuta così tardi, né dopo un numero così elevato di gare precedenti.
Inizialmente, nonostante le problematiche dettate dalla pandemia di COVID-19, il Gran Premio era stato aperto al pubblico, con 40 000 tagliandi venduti. Successivamente, le autorità annunciano che l'evento si disputa a porte chiuse, come avvenuto tra il Gran Premio d'Austria, la gara inaugurale di questa stagione, e il Gran Premio d'Italia, e così come nella prima edizione del Gran Premio dell'Emilia-Romagna. Il Gran Premio della Toscana, introdotto dalla Federazione per rimpiazzare gare precedentemente annullate o posticipate a causa della pandemia di COVID-19, il Gran Premio di Russia, il debutto del Gran Premio dell'Eifel e il ritorno del Gran Premio del Portogallo, rimangono le uniche gare della stagione con la presenza degli spettatori sulle tribune.
La Williams sostituisce il personale previsto per questa gara. Alcuni membri del team sono stati messi in autoisolamento dopo essere stati a contatto con il personale che è risultato positivo al SARS-CoV-2 negli ultimi due Gran Premi a Portimão e Imola. Simon Roberts, team principal della scuderia a partire dalla prima edizione del Gran Premio della Toscana, dopo l'abbandono, al termine del Gran Premio d'Italia di Claire Williams, è risultato positivo al tampone effettuato, tanto da costringerlo a non essere presente all'evento. Il suo posto viene preso dal team manager, Dave Redding, e dal responsabile del progetto, Adam Carter.
L'Alfa Romeo Racing festeggia, in questa gara, il suo cinquecentesimo Gran Premio in Formula 1, comprese le gare disputate tra il 2006 e il 2010, con la denominazione BMW Sauber. L'esordio avvenne nel Gran Premio del Sudafrica 1993, con al volante Karl Wendlinger e JJ Lehto. Ha ottenuto la vittoria nel Gran Premio del Canada 2008, con Robert Kubica. La Red Bull Racing, invece, disputa il suo trecentesimo Gran Premio nel mondiale. Dal 2005 ad oggi, la scuderia austriaca con sede a Milton Keynes ha raccolto quattro titoli costruttori tra il 2010 e il 2013, quattro titoli piloti con Sebastian Vettel, 63 vittorie, 61 pole position e 180 podi.
Il pilota estone di Formula 2 e membro del Red Bull Junior Team, Jüri Vips, è pilota di riserva in questa gara sia per la Red Bull Racing che per la Scuderia AlphaTauri.
Il pilota britannico della Williams, George Russell, è penalizzato di 20 posizioni sulla griglia di partenza per la sostituzione di diverse componenti della power unit.
Il pilota tedesco della Ferrari, Sebastian Vettel, indossa un casco speciale in cui viene ritratta la bandiera arcobaleno per supportare la campagna #WeRaceAsOne della FIA e di Liberty Media.
Il team principal della Ferrari, Mattia Binotto, non è presente al Gran Premio. Al muretto viene sostituito dal direttore sportivo Laurent Mekies.
Il Gran Premio è sponsorizzato da DHL, come nell'ultima edizione della gara, avvenuta nel 2011.
L'ex pilota di Formula 1, il britannico Derek Warwick, è nominato commissario aggiunto per la gara. Ha svolto già in passato tale funzione, l'ultima nella prima edizione del Gran Premio dell'Eifel.

## Prove

### Resoconto
Le condizioni della pista si presentano molto difficili. L'asfalto, steso da poco, è molto scivoloso, e, inoltre, il tracciato si presenta in diversi punti umido. Gli organizzatori, infatti, per eliminare maggiormente l'olio presente sull'asfalto, hanno deciso di lavare la pista.
Il più veloce della sessione è Max Verstappen su Red Bull Racing, che coglie 1'35"077, con gomme di mescola dura. Il tempo è di oltre tredici secondi più alto di quanto era stato stimato al simulatore dalla scuderie. L'olandese ha compiuto 29 giri, utilizzando parte del tempo per effettuare delle prove aerodinamiche, tanto che ha strappato la migliore prestazione, che apparteneva al compagno di scuderia Alexander Albon, solo a fine sessione. Alle spalle del duo della Red Bull Racing si è piazzato Charles Leclerc, che precede Pierre Gasly e Sebastian Vettel. I primi cinque piloti sono racchiusi in poco più di cinque decimi, mentre Daniil Kvjat, sesto, è a oltre un secondo e mezzo. Sono risultate deludenti le due Mercedes, con Valtteri Bottas nono e Lewis Hamilton quindicesimo.
Carlos Sainz Jr. ha potuto effettuare solo pochi giri, prima che un problema elettrico della sua McLaren lo costringesse ad abbandonare le prove.
Max Verstappen si è confermato il più rapido, anche nella seconda sessione di prove libere. L'olandese ha abbassato il tempo del mattino in maniera evidente, completando un giro in 1'28"330 e si è dimostrato competitivo anche nella simulazione di gara. Al pomeriggio la pista è stata anche scaldata dal sole. Alle spalle di Verstappen è salito Leclerc, staccato di 4 decimi. Dietro al monegasco si sono piazzate le due Mercedes, con Lewis Hamilton che si è maggiormente focalizzato nella ricerca dell'assetto per la gara. Sia Verstappen che Hamilton hanno criticato pesantemente le condizioni della pista.
La Ferrari è stata multata di 1 000 euro da parte della FIA in quanto Charles Leclerc ha superato il limite di velocità nella corsia dei box.
Al termine della prima giornata di prove la Pirelli comunica la necessità di aumentare la pressione di tutte le gomme di un psi, in quanto le vetture si presentano con più carico aerodinamico di quanto previsto. Per quanto riguarda le gomme da asciutto, si passa a 24 psi nell'anteriore e a 21 psi nel posteriore.
Al sabato le condizioni della pista peggiorano, a causa della forte pioggia che colpisce il tracciato. I piloti convivono con la difficoltà di mandare in temperatura anche le gomme da bagnato estremo. A questo si aggiunge anche la minor aderenza, rispetto a venerdì, a causa della decisione della Pirelli, in merito alla pressione degli pneumatici.
Max Verstappen ottiene per la terza volta il miglior tempo della sessione, precedendo ancora, di quasi un secondo, Charles Leclerc. L'olandese ha ottenuto il tempo in realtà con gomme da bagnato intermedio, in quanto nella prima parte della sessione l'intensità della pioggia era ancora debole. Il monegasco, invece, ha tamponato Ocon, a bassa velocità, tanto che entrambi i piloti hanno potuto completare la sessione. Antonio Giovinazzi, dell'Alfa Romeo Racing, ha perduto invece il controllo della monoposto, finendo contro le barriere.
Al terzo posto si è posizionato Alexander Albon, davanti a Esteban Ocon e Sebastian Vettel. È ottavo Valtteri Bottas, che ha inanellato solo 4 giri, mentre l'altro pilota della Mercedes, Hamilton, non ha ottenuto tempi validi, così come i due piloti della Williams.

### Risultati
Nella prima sessione del venerdì si è avuta questa situazione:
| Pos | Nº | Pilota          | Costruttore           | Tempo    | Gap    | Giri |
| --- | -- | --------------- | --------------------- | -------- | ------ | ---- |
| 1   | 33 | Max Verstappen  | Red Bull Racing-Honda | 1'35"077 |        | 29   |
| 2   | 23 | Alexander Albon | Red Bull Racing-Honda | 1'35"318 | +0"241 | 27   |
| 3   | 16 | Charles Leclerc | Ferrari               | 1'35"507 | +0"430 | 26   |

Nella seconda sessione del venerdì si è avuta questa situazione:
| Pos | Nº | Pilota          | Costruttore           | Tempo    | Gap    | Giri |
| --- | -- | --------------- | --------------------- | -------- | ------ | ---- |
| 1   | 33 | Max Verstappen  | Red Bull Racing-Honda | 1'28"330 |        | 37   |
| 2   | 16 | Charles Leclerc | Ferrari               | 1'28"731 | +0"401 | 45   |
| 3   | 77 | Valtteri Bottas | Mercedes              | 1'28"905 | +0"575 | 43   |

Nella sessione del sabato mattina si è avuta questa situazione:
| Pos | Nº | Pilota          | Costruttore           | Tempo    | Gap    | Giri |
| --- | -- | --------------- | --------------------- | -------- | ------ | ---- |
| 1   | 33 | Max Verstappen  | Red Bull Racing-Honda | 1'48"485 |        | 6    |
| 2   | 16 | Charles Leclerc | Ferrari               | 1'49"430 | +0"945 | 9    |
| 3   | 23 | Alexander Albon | Red Bull Racing-Honda | 1'50"059 | +1"574 | 5    |

## Qualifiche

### Resoconto
La situazione del tracciato, all'inizio delle qualifiche, vede ancora la presenza della pioggia, tanto che tutti i piloti montano gomme da bagnato, alcuni scegliendo le intermedie e altri quelle da pioggia estrema.
Max Verstappen è il primo pilota ad affrontare la pista, ma è anche autore di un errore di guida. Il primo pilota, a chiudere un giro, è Lando Norris, in 2'07"947, ovvero 40 secondi più lento del tempo ottenuto nelle terze prove libere. In seguito, si alternano, al comando della classifica dei tempi, Sergio Pérez, Esteban Ocon e Valtteri Bottas. L'annuncio dell'arrivo di pioggia forte porta tutti i piloti a cercare subito un tempo. Le Ferrari sono vicine alla zona eliminazione, mentre Ocon e poi Bottas, abbassano sensibilmente il tempo di riferimento, pur in presenza della pioggia. Poco dopo ancora Ocon si riporta al comando, con il tempo di 2'06"115, dopo l'annullamento del tempo di Valtteri Bottas, per aver superato i limiti del tracciato. Quando mancano poco meno di sette minuti al termine della sessione la direzione di gara espone la bandiera rossa per l'eccessiva pioggia. Gli eliminati, al momento dell'interruzione, sarebbero Charles Leclerc, Romain Grosjean, Pierre Gasly e le due Williams.
Alle 13:55 riprende la sessione, grazie al miglioramento delle condizioni meteorologiche. Le condizioni della pista sono però ancora difficili tanto che Kimi Räikkönen esce di pista e rischia il contatto con il sopraggiungente Leclerc. Ripartono tardi le Mercedes, che cercando di mantenere più a lungo le gomme con le termocoperte, nel tentativo di scaldare la mescola il più possibile. Anche Leclerc esce di pista, alla prima curva, così come Romain Grosjean. Dopo l'uscita di pista del francese, la sessione viene ancora interrotta, questa volta solo per cinque minuti, visto anche il pericolo che, con il protrarsi dell'interruzione, la visibilità in pista per i piloti venga a mancare.
La Q1 riprende perciò quando mancano poco più di tre minuti al suo termine. Le condizioni del tracciato ora sono migliorate e la situazione della classifica diviene molto fluida. Verstappen migliora il tempo del primo settore di due secondi, Daniil Kvjat è autore di un testacoda, mentre resta lontano dai tempi di vertice Leclerc. L'olandese della Red Bull Racing chiude in 1'57"485, otto secondi meglio del tempo di Ocon. Albon è secondo, ma a due secondi dal crono di Verstappen. Räikköenn è terzo, staccato di 4 secondi. Sale anche Giovinazzi, ottavo, mentre Ocon non migliora, ma è sesto. Passano in Q2, all'ultimo tentativo, anche le due Mercedes. Vengono eliminati Kevin Magnussen, Daniil Kvjat, George Russell, Grosjean e Nicholas Latifi.
La Q2 viene fatta ripartire mentre una gru di soccorso sta ancora ritirando la vettura di Latifi, rimasta in panne alla curva 8. La direzione di gara mette, nel frattempo, sotto indagine i tempi ottenuti in Q1, durante l'esposizione delle bandiere gialle, a seguito dell'uscita di pista di Kvjat. I piloti della McLaren optano per le gomme da bagnato intermedio, ma risultano più lenti di Kimi Räikkönen che, invece, utilizza gomme da bagnato estremo. L'altro pilota dell'Alfa Romeo Racing, Giovinazzi, è terzo, sopravanzato poi da Ocon e da Gasly. Tocca poi a Daniel Ricciardo strappare il secondo posto, prima dell'arrivo di Max Verstappen, che ferma i cronometri sull'1'57"125. Scala secondo Stroll, a due decimi dall'olandese, prima di essere battuto dall'altro pilota della Racing Point, Pérez. Non sono competitive, per la pole position, le Mercedes. Bottas è quarto, mentre Hamilton è quinto, staccato di due secondi dal finlandese.
La pista è nuovamente in forte miglioramento: scala primo Albon (1'56"721) e terzo Räikkönen. Lance Stroll batte ancora Albon e anche Räikkönen rimonta al secondo posto. Ancora Verstappen abbassa il limite, in 1'53"486 e poi in 1'52"036. Salgono le Mercedes, con Bottas secondo, ma staccato di un secondo e sette decimi. L'olandese della Red Bull Racing ottiene tempi irraggiungibili per gli avversari: lima ancora il suo tempo, fino all'1'50"293. Il buon momento della Red Bull Racing è confermato dal secondo tempo ottenuto per Albon. L'accesso in Q3 avviene per coppie di vetture: le due Red Bull Racing, le due Mercedes, le due Racing Point, le due Alfa Romeo Racing e le due Renault. Vengono eliminati i piloti di McLaren e Ferrari, oltre che Gasly.
Nella fase finale i piloti utilizzano gomme da pioggia, tranne Ocon e Pérez. Max Verstappen chiude il suo primo tentativo in 1'52"326, tempo meno veloce, rispetto al migliore della Q2. Albon e Räikkönen sono distanziati di rispettivamente di quattro e cinque secondi. Giunge poi Valtteri Bottas, che è secondo, ma staccato di oltre quattro secondi, mentre Hamilton è solo quinto, a quasi cinque secondi dall'olandese. Lance Stroll batte il tempo di Bottas ed è secondo, prima dell'arrivo del compagno di scuderia, Sergio Pérez che, con gomme intermedie, si piazza primo, con 1'52"037. Il messicano è autore, poco dopo, di un testacoda. La scelta del tipo di gomme è molto delicata: le Mercedes decidono anche loro di montare gomme intermedie, ma Kimi Räikkönen è addirittura terzo, con gomme da bagnato estremo.
Verstappen, che si lamenta del poco grip degli pneumatici, viene richiamato ai box, proprio nel corso di un suo giro molto veloce, che avrebbe potuto regalargli la pole position. Pérez, ancora con gomme intermedie, abbassa il limite a 1'49"321. Verstappen riprende la seconda posizione, ma è comunque staccato di 1"3 da Pérez. Nel frattempo Daniel Ricciardo è quarto e l'altro pilota della Renault, Ocon, è sesto. Lance Stroll strappa la pole position, con 1'47"765. Non è competitivo Hamilton, che è solo sesto; peggio fa Bottas, che è nono. La prima fila è completata da Verstappen, mentre la seconda viene conquistata dai compagni di scuderia dei primi due, ovvero Albon e Pérez.
Stroll conquista la sua prima pole position in carriera, diventando il centunesimo pilota a ottenere questo risultato. Anche per la sua scuderia, la Racing Point, è la prima partenza al palo, quarantesimo costruttore diverso. Con la precedente denominazione di Force India, l'ultima pole position venne conquistata con Giancarlo Fisichella, nel Gran Premio del Belgio 2009. Stroll conquista la prima fila dalla seconda posizione nel Gran Premio d'Italia 2017 ed è il primo canadese a cogliere la pole position dal Gran Premio d'Europa 1997, quando a partire dalla prima piazzola fu Jacques Villeneuve. È anche il primo canadese in pole position al di fuori della famiglia Villeneuve. È la prima pole position per una vettura dotata di una power unit BWT Mercedes, nome con il quale sono denominati i propulsori a disposizione della Racing Point. Per una vettura col numero 18 è la prima partenza al palo dal Gran Premio di Spagna 2012. All'epoca venne conquistata da Pastor Maldonado su Williams. S'interrompe una fila di 14 partenze consecutive in prima posizione della Mercedes.
Al termine delle qualifiche Sergio Pérez e Carlos Sainz Jr. vengono convocati dai commissari sportivi in quanto, nello specifico, lo spagnolo ha ostacolato il messicano, durante una fase della Q2. I commissari decidono di penalizzare il pilota della McLaren di tre posizioni sulla griglia di partenza e di un punto sulla Superlicenza. Anche Lance Stroll, Lando Norris e George Russell vengono convocati per non aver rallentato a sufficienza sotto il regime di bandiere gialle, durante la Q3 per Stroll e durante la Q1 per Norris e Russell. Per il canadese della Racing Point non vengono presi provvedimenti, mentre il britannico della McLaren e della Williams sono entrambi penalizzati di cinque posizioni sulla griglia di partenza e di tre punti sulla Superlicenza.
Nessun altro provvedimento è stato preso per Daniel Ricciardo e Pierre Gasly, quando sono transitati all'ottava curva quando veniva sventolata una singola bandiera gialla, e per Kevin Magnussen, Valtteri Bottas, Daniil Kvjat, Lance Stroll, Sergio Pérez e Lewis Hamilton, che si sono visti sventolare davanti una doppia bandiera gialla, sempre all'altezza della stessa curva, in entrambi i casi durante la Q1.
A causa della violazione del parco chiuso da parte dei meccanici della Scuderia AlphaTauri sulla vettura di Pierre Gasly, il pilota francese è penalizzato di 20 posizioni sulla griglia di partenza.

### Risultati
Nella sessione di qualifica si è avuta questa situazione:
| Pos                         | Nº | Pilota             | Costruttore               | Q1       | Q2       | Q3       | Griglia |
| --------------------------- | -- | ------------------ | ------------------------- | -------- | -------- | -------- | ------- |
| 1                           | 18 | Lance Stroll       | Racing Point-BWT Mercedes | 2'07"467 | 1'53"372 | 1'47"765 | 1       |
| 2                           | 33 | Max Verstappen     | Red Bull Racing-Honda     | 1'57"485 | 1'50"293 | 1'48"055 | 2       |
| 3                           | 11 | Sergio Pérez       | Racing Point-BWT Mercedes | 2'07"614 | 1'54"097 | 1'49"321 | 3       |
| 4                           | 23 | Alexander Albon    | Red Bull Racing-Honda     | 1'59"431 | 1'52"282 | 1'50"448 | 4       |
| 5                           | 3  | Daniel Ricciardo   | Renault                   | 2'05"598 | 1'54"278 | 1'51"595 | 5       |
| 6                           | 44 | Lewis Hamilton     | Mercedes                  | 2'07"599 | 1'52"709 | 1'52"560 | 6       |
| 7                           | 31 | Esteban Ocon       | Renault                   | 2'06"115 | 1'53"657 | 1'52"622 | 7       |
| 8                           | 7  | Kimi Räikkönen     | Alfa Romeo Racing-Ferrari | 2'01"249 | 1'53"793 | 1'52"745 | 8       |
| 9                           | 77 | Valtteri Bottas    | Mercedes                  | 2'07"001 | 1'53"767 | 1'53"258 | 9       |
| 10                          | 99 | Antonio Giovinazzi | Alfa Romeo Racing-Ferrari | 2'07"341 | 1'53"431 | 1'57"226 | 10      |
| 11                          | 4  | Lando Norris       | McLaren-Renault           | 2'07"167 | 1'54"945 | N.D.     | 14      |
| 12                          | 5  | Sebastian Vettel   | Ferrari                   | 2'03"356 | 1'55"169 | N.D.     | 11      |
| 13                          | 55 | Carlos Sainz Jr.   | McLaren-Renault           | 2'07"489 | 1'55"410 | N.D.     | 15      |
| 14                          | 16 | Charles Leclerc    | Ferrari                   | 2'04"464 | 1'56"696 | N.D.     | 12      |
| 15                          | 10 | Pierre Gasly       | AlphaTauri-Honda          | 2'05"579 | 1'58"556 | N.D.     | 19      |
| 16                          | 20 | Kevin Magnussen    | Haas-Ferrari              | 2'08"007 | N.D.     | N.D.     | 13      |
| 17                          | 26 | Daniil Kvjat       | AlphaTauri-Honda          | 2'09"070 | N.D.     | N.D.     | 16      |
| 18                          | 63 | George Russell     | Williams-Mercedes         | 2'10"017 | N.D.     | N.D.     | PL      |
| 19                          | 8  | Romain Grosjean    | Haas-Ferrari              | 2'12"909 | N.D.     | N.D.     | 17      |
| 20                          | 6  | Nicholas Latifi    | Williams-Mercedes         | 2'21"611 | N.D.     | N.D.     | PL      |
| Tempo limite 107%: 2'05"708 |    |                    |                           |          |          |          |         |

Con i tempi in grassetto sono visualizzate le migliori prestazioni in Q1, Q2 e Q3.

## Gara

### Resoconto
La pioggia cade sul tracciato fino a pochi minuti dalla partenza. La pista si presenta molto bagnata, tanto che tutti i piloti, tranne il duo della Williams, montano gomme da bagnato estremo. Antonio Giovinazzi termina nella ghiaia nei giri di formazione, ma riesce a raggiungere la griglia di partenza e partecipare alla gara regolarmente. George Russell, al momento di rientrare ai box dopo dei giri di installazione, picchia contro un muretto, danneggiando l'alettone anteriore. Anche lui è capace di prendere il via, solo però dalla pit lane.
Alla partenza Lance Stroll mantiene comodamente la testa, mentre è autore di una brutta partenza Max Verstappen, superato da diverse vetture; chi è autore di un'ottima partenza è Sebastian Vettel, che da undicesimo si ritrova quarto. Alla prima curva si toccano Esteban Ocon, spinto dal compagno di team Ricciardo, e Valtteri Bottas: entrambi vanno in testacoda. Nel primo giro Lewis Hamilton commette un errore in curva 9, venendo passato da Vettel, poi dal duo della Red Bull Racing. Seguono poi Daniel Ricciardo, Kimi Räikkönen, Carlos Sainz Jr. e Kevin Magnussen. Nelle retrovie, Valtteri Bottas è protagonista di un altro testacoda, in un tentativo di sorpasso ai danni di Esteban Ocon, in curva 9. Il pilota francese rientra ai box, a causa di una foratura, montando di nuovo gomme da bagnato estremo.
Nei primi giri, Stroll allunga a circa sei secondi il vantaggio sul compagno Sergio Pérez. Il duo della Racing Point è comunque molto competitivo, tanto da arrivare a vantare oltre 15 secondi sul terzo classificato, Vettel, pressato da Verstappen. A causa delle basse temperature la pista si asciuga lentamente ma al sesto giro Charles Leclerc, che si trovava in quattordicesima posizione, è il primo a montare gomme intermedie, rientrando in pista diciannovesimo. Leclerc è immediatamente competitivo con le nuove gomme, tanto che all'ottavo giro rientrano ai box Vettel, Hamilton, Räikkönen e Magnussen. Al nono giro si ferma ai box il leader Stroll, mentre al giro successivo Pérez, Ricciardo e Sainz Jr. All'undicesimo giro è il turno di Verstappen, il quale era molto a suo agio con le gomme da bagnato estremo, avendo realizzato in precedenza diversi giri veloci. L'olandese è capace di rientrare in pista davanti a Vettel, che è avvicinato da Hamilton, il quale fa segnare il giro più veloce. Al dodicesimo giro anche Albon opta per le gomme intermedie; poco dopo Antonio Giovinazzi deve parcheggiare la sua Alfa Romeo Racing a bordo pista. La direzione di gara invia in pista la virtual safety car.
Dopo i vari cambi gomme il duo della Racing Point Stroll-Pérez è ancora al comando, davanti a Max Verstappen, Sebastian Vettel, Lewis Hamilton, Alexander Albon e Daniel Ricciardo. Al sedicesimo giro Hamilton attacca Vettel in curva 12, ma va lungo per un problema ai freni e viene a sua volta passato da Albon. Al giro seguente il thailandese passa il ferrarista, in difficoltà a mettere in temperatura le gomme intermedie. Lance Stroll comanda con otto secondi di margine su Sergio Pérez, che è avvicinato da Max Verstappen. Al ventesimo giro quest'ultimo prova il sorpasso sul messicano, ma finisce sul cordolo bagnato in curva 11 e va in testacoda, venendo superato da Albon, Vettel e Hamilton. Verstappen è costretto ad una nuova sosta ai box, a causa dello spiattellamento delle gomme, e monta un altro set di intermedie, rientrando in gara in ottava posizione, alle spalle di Carlos Sainz Jr..
Nei giri successivi, in cui la pista sembra asciugarsi, anche se non in maniera uniforme, è l'altro pilota della Red Bull Racing ad avvicinarsi a Pérez, il quale riduce il gap da Stroll. Il ritmo delle Racing Point è abbastanza lento, a causa di un elevato consumo delle gomme. Anche Sebastian Vettel si avvicina alla coppia Pérez-Albon. Al trentesimo passaggio Charles Leclerc effettua la seconda sosta ai box, montando di nuovo gomme intermedie. Due giri dopo è il turno di Ricciardo. Si può ora azionare il DRS. Al trentatreesimo giro Vettel effettua il secondo pit stop, mentre Albon è autore di un testacoda in curva 4, che lo fa rientrare in pista alle spalle di Lewis Hamilton. Il thailandese si ferma ai box al trentacinquesimo giro. Il leader della gara, Lance Stroll, opta anch'egli per le intermedie al trentaseiesimo giro, lasciando il comando a Sergio Pérez, avvicinato da Hamilton, in forte rimonta. Al trentasettesimo giro il britannico passa il messicano in curva 12, con l'ausilio del DRS, issandosi al primo posto.
Terzo è Max Verstappen, che precede Lance Stroll, Vettel, Albon, Leclerc e Sainz Jr. Il ritmo di gara di Stroll diventa improvvisamente poco competitivo, a causa di una repentina usura degli pneumatici, tanto da essere superato al trentottesimo passaggio da Vettel e dall'altro ferrarista Charles Leclerc, che nel frattempo ha passato Alexander Albon. Al giro successivo Leclerc passa Vettel, portandosi quarto. 
Anche Carlos Sainz Jr. passa Stroll e Albon. Davanti, Hamilton amplia subito il margine su Pérez ad oltre dieci secondi. I due sono anche gli unici a non aver effettuato la seconda sosta. Al quarantatreesimo giro Leclerc, avvicinatosi a Verstappen, lo passa in frenata in curva 12, portandosi al terzo posto. L'olandese, nello stesso giro, si ferma ai box per la terza sosta, rientrando in gara settimo, davanti a Stroll. Hamilton, che comunica ai box di temere per il cedimento di uno pneumatico, continua ad ampliare il divario su Pérez, fino ad oltre 20 secondi. Nel frattempo, Verstappen si avvicina al compagno di squadra Albon ed è capace di superarlo. Al cinquantacinquesimo giro Stroll cede ancora una posizione, questa volta a favore di Lando Norris. Negli ultimi giri Charles Leclerc, nonostante alcune sbavature, riduce il gap da Pérez. All'ultimo giro, il messicano commette un errore in curva 9 e il monegasco passa al secondo posto. Tuttavia, in fondo al rettilineo che porta alla staccata di curva 12, Leclerc ritarda la frenata, andando lungo e venendo risuperato da Pérez. Anche Sebastian Vettel, non lontano dai due, approfitta della situazione per issarsi sul terzo gradino del podio.
Lewis Hamilton ottiene il suo novantaquattresimo successo nel campionato mondiale di Formula 1. 
Hamilton vince per la seconda volta su questo tracciato, a distanza di dieci anni esatti dal Gran Premio di Turchia 2010 su McLaren-Mercedes. Con questo risultato il britannico ottiene il suo settimo titolo mondiale, il quarto consecutivo, eguagliando il record che appartiene a Michael Schumacher. Sergio Pérez coglie il suo primo podio dal Gran Premio d'Azerbaigian 2018 quando concluse in terza posizione. Il gradino più basso del podio torna ad appannaggio di Sebastian Vettel per la prima volta dal Gran Premio del Messico 2019. Per la Racing Point è il secondo podio in Formula 1 dopo quello di Stroll a Monza, mentre per la Ferrari è il terzo podio stagionale dopo i due ottenuti da Leclerc in Austria e in Gran Bretagna.

### Risultati
I risultati del Gran Premio sono i seguenti:
| Pos | Nº | Pilota             | Costruttore               | Giri | Tempo/Ritiro       | Griglia | Punti |
| --- | -- | ------------------ | ------------------------- | ---- | ------------------ | ------- | ----- |
| 1   | 44 | Lewis Hamilton     | Mercedes                  | 58   | 1h42'19"313        | 6       | 25    |
| 2   | 11 | Sergio Pérez       | Racing Point-BWT Mercedes | 58   | +31"633            | 3       | 18    |
| 3   | 5  | Sebastian Vettel   | Ferrari                   | 58   | +31"960            | 11      | 15    |
| 4   | 16 | Charles Leclerc    | Ferrari                   | 58   | +33"858            | 12      | 12    |
| 5   | 55 | Carlos Sainz Jr.   | McLaren-Renault           | 58   | +34"363            | 15      | 10    |
| 6   | 33 | Max Verstappen     | Red Bull Racing-Honda     | 58   | +44"873            | 2       | 8     |
| 7   | 23 | Alexander Albon    | Red Bull Racing-Honda     | 58   | +46"484            | 4       | 6     |
| 8   | 4  | Lando Norris       | McLaren-Renault           | 58   | +1'01"259          | 14      | 5     |
| 9   | 18 | Lance Stroll       | Racing Point-BWT Mercedes | 58   | +1'12"353          | 1       | 2     |
| 10  | 3  | Daniel Ricciardo   | Renault                   | 58   | +1'35"460          | 5       | 1     |
| 11  | 31 | Esteban Ocon       | Renault                   | 57   | +1 giro            | 7       |       |
| 12  | 26 | Daniil Kvjat       | AlphaTauri-Honda          | 57   | +1 giro            | 16      |       |
| 13  | 10 | Pierre Gasly       | AlphaTauri-Honda          | 57   | +1 giro            | 19      |       |
| 14  | 77 | Valtteri Bottas    | Mercedes                  | 57   | +1 giro            | 9       |       |
| 15  | 7  | Kimi Räikkönen     | Alfa Romeo Racing-Ferrari | 57   | +1 giro            | 8       |       |
| 16  | 63 | George Russell     | Williams-Mercedes         | 57   | +1 giro            | PL      |       |
| 17  | 20 | Kevin Magnussen    | Haas-Ferrari              | 55   | Ritirato           | 13      |       |
| Rit | 8  | Romain Grosjean    | Haas-Ferrari              | 49   | Danni da incidente | 17      |       |
| Rit | 6  | Nicholas Latifi    | Williams-Mercedes         | 39   | Danni da incidente | PL      |       |
| Rit | 99 | Antonio Giovinazzi | Alfa Romeo Racing-Ferrari | 11   | Cambio             | 10      |       |

Lando Norris riceve un punto addizionale per aver segnato il giro più veloce della gara.

## Classifiche mondiali

### Piloti
| Pos | Pilota             | Punti |
| --- | ------------------ | ----- |
| 1   | Lewis Hamilton     | 307   |
| 2   | Valtteri Bottas    | 197   |
| 3   | Max Verstappen     | 170   |
| 4   | Sergio Pérez       | 100   |
| 5   | Charles Leclerc    | 97    |
| 6   | Daniel Ricciardo   | 96    |
| 7   | Carlos Sainz Jr.   | 75    |
| 8   | Lando Norris       | 74    |
| 9   | Alexander Albon    | 70    |
| 10  | Pierre Gasly       | 63    |
| 11  | Lance Stroll       | 59    |
| 12  | Esteban Ocon       | 40    |
| 13  | Sebastian Vettel   | 33    |
| 14  | Daniil Kvjat       | 26    |
| 15  | Nico Hülkenberg    | 10    |
| 16  | Kimi Räikkönen     | 4     |
| 17  | Antonio Giovinazzi | 4     |
| 18  | Romain Grosjean    | 2     |
| 19  | Kevin Magnussen    | 1     |

### Costruttori
| Pos | Costruttore               | Punti |
| --- | ------------------------- | ----- |
| 1   | Mercedes                  | 504   |
| 2   | Red Bull Racing-Honda     | 240   |
| 3   | Racing Point-BWT Mercedes | 154   |
| 4   | McLaren-Renault           | 149   |
| 5   | Renault                   | 136   |
| 6   | Ferrari                   | 130   |
| 7   | AlphaTauri-Honda          | 89    |
| 8   | Alfa Romeo Racing-Ferrari | 8     |
| 9   | Haas-Ferrari              | 3     |

## Decisioni della FIA
Al termine della gara, la scuderia americana Haas viene convocata dai commissari sportivi in quanto Kevin Magnussen è stato fatto ripartire in condizioni non di sicurezza dopo un pit stop. Il meccanico della ruota posteriore sinistra non era sicuro se la ruota fosse stata fissata correttamente, tanto da costringere il team a fermare il pilota fuori dalla sua piazzola una volta ripartito. Per questo motivo i commissari hanno deciso di non prendere provvedimenti, in quanto non possibile determinare se la vettura fosse stata rilasciata in condizioni di sicurezza o meno.
Max Verstappen non riceve nessun provvedimento per aver superato la linea bianca d'uscita dei box, dopo un pit stop. I commissari, dove aver esaminato l'accaduto, hanno constatato che non sono in grado di trovare prove conclusive che dimostrano che qualsiasi parte della vettura avesse oltrepassato completamente la linea bianca. Infine, Nicholas Latifi e Romain Grosjean vengono convocati per via di un incidente tra i due piloti alla nona curva durante la gara. Il pilota canadese della Williams riceve una reprimenda.